# Vegas del Condado
Vegas del Condado är en kommun i Spanien.   Den ligger i provinsen Provincia de León och regionen Kastilien och Leon, i den norra delen av landet, 290 km nordväst om huvudstaden Madrid. Antalet invånare är 1 195. Arean är 122 kvadratkilometer. Vegas del Condado gränsar till Valdefresno, Garrafe de Torío, Santa Colomba de Curueño, Vegaquemada, Gradefes och Villasabariego. 
Terrängen i Vegas del Condado är platt söderut, men norrut är den kuperad.